# Freemans Village
Freemans Village ist eine Siedlung in der Parish of Saint Peter im Zentrum der Insel Antigua, im Staat Antigua und Barbuda.

## Lage und Landschaft
Freemans Village liegt nördlich von All Saints im Zentrum der Insel. In unmittelbarer Nachbarschaft grenzen die Parishes Saint John und Saint Peter an. Im Norden erstreckt sich das Waldstück Sherwood. Zur Volkszählung 2001 hatte Freemans Village 833 Einwohner.
| Sea View Farm | Sherwood                                    | Mount Joy |
| Bellevue      | Kompassrose, die auf Nachbargemeinden zeigt | Freemans  |
|               | Jonas All Saints                            |           |